# Amata Kabua
Amata Kabua, född 17 november 1928 på Jabor Island, Marshallöarna, död 20 december 1996 på Hawaii, och var Marshallöarnas första president 1979-1996.